# Канадско-французские отношения
Канадско-французские отношения — двусторонние дипломатические отношения между Канадой и Францией. Согласно данным опроса BBC World Service Poll, проведенному в 2014 году, 64 % канадцев оценивают политику Франции положительно, 20 % выражают отрицательное мнение; 87 % французов положительно относятся к Канаде, а 6 % выражают отрицательное мнение.

## История

### Европейская колонизация
В 1720 году Британская империя контролировала Ньюфаундленд, Новую Шотландию и Землю Руперта, а почти вся восточная часть Канады: от Лабрадора и Атлантического побережья до Великих озёр и за их пределами, находилась под властью Французской империи. Британская империя постепенно завоевывала территорию Новой Франции: в 1759 году британский военачальник Джеймс Вольф одержал победу на полях Авраама и в битве при Квебеке, что привело к утрате Францией своих североамериканских владений. Многие французские переселенцы остались жить в Северной Америке после поражения Франции, в частности франкоговорящие квебекцы, акадийцы и канадские метисы.
После победы Британской империи иммиграция французов в Канаду продолжилась в небольших масштабах до начала Французских революционных войн. В течение этого времени книги из Франции пользовались популярностью в Канаде, а итоги Великой французской революции заставили многих консервативных жителей Франции искать убежища в Канаде. Англоязычное население Канады также быстро росло после Американской революции. После 1793 года мнение франкоязычных жителей сельских районов Канады по отношению к Франции стало отрицательным. Эти жители будучи английскими подданными, под влиянием консервативных священников и землевладельцев, отвергали порочность, цареубийство и антикатолическое преследование после Великой французской революции. В Англо-американской войне 1812 года франкоязычные жители Канады заняли сторону Британской империи и выступили против Соединённых Штатов Америки.

### Доминион Канада
В 1878 году канадский государственный деятель Александр Тилло-Галт предпринял попытку заключить коммерческий договор с Францией. Его попытка окончилась неудачей, так как правительство Британской империи не одобрила предоставление тарифных преференций для Франции. Министерство иностранных дел в Лондоне не поддерживало подобные проявления суверенной дипломатии Канады, однако усилия Александра Тилло-Галта заложили основу для успешного заключения договора с Францией в 1893 году премьер-министром Канады Чарльзом Таппером. Однако, этот договор был подписан послом Великобритании во Франции.
В 1882 году провинция Квебек отправила в Париж своего представителя Гектора Фабра. Канада обратилась к нему с просьбой представлять интересы всего доминиона во Франции. Гектор Фабр и его преемник Филипп Рой неофициально представляли правительство Канады до 1912 года, когда Британская империя вынудила Филиппа Роя подать в отставку с должности представителя Квебека из-за возможного конфликта интересов.

### Первая мировая война
В первой половине XX века Канада (в качестве части Британской империи) и Франция воевали на одной стороне в двух мировых войнах. Канадские экспедиционные силы в Первой мировой войне (1914—1918) воевали большую часть времени на территории Франции, помогая отразить германское вторжение: в апреле 1917 года произошла Битва при Вими, одно из самых известных сражений в военной истории Канады, когда им удалось нанести поражение войскам Германской империи. В декабре 1917 года в результате взрыва французского грузового судна «Монблан», на борту которого находилось большое количество взрывчатых веществ, был разрушен канадский город Галифакс погибло 2000 человек и получили ранения 9000 человек. Французское правительство наняло «Монблан» для перевозки боеприпасов из Канады в Европу. Французская сторона не была признана виновной во взрыве, обвинения против капитана судна были сняты.

### Вторая мировая война
Во время Второй мировой войны (1939—1945) Канада и Франция вновь стали союзниками и воевали против Германского рейха и Королевства Италии. После Падения Франции в 1940 году большинство правительств Западного мира не устанавливало отношений с режимом Виши, однако Канада контактировала с режимом Виши до 1942 года. Канадское правительство планировало осуществить военное вторжение на острова Сен-Пьер и Микелон, которые до конца 1941 года контролировал режим Виши. Французский офицер Эмиль Мюзелье из Сражающейся Франции сумел организовать захват Сен-Пьера и Микелона, что положило конец проекту вторжения Канады. Канада являлась важным союзником и верным сторонником Сражающейся Франции под руководством генерала Шарля де Голля. Шарль де Голль прибыл во Францию после окончания Нормандской операции через занятый канадцами Джуно-Бич и во время государственного визита в Оттаву в 1944 году обратился к населению с возгласом: «Vive le Canada! Vive la France!».

### Суэцкий кризис
Во время Суэцкого кризиса (1956—1957) канадское правительство было обеспокоено наличием раскола во мнениях между западными союзными странами. Лестер Пирсон, который впоследствии стал премьер-министром Канады, прибыл в Организацию Объединённых Наций и предложил создать Чрезвычайные вооружённые силы ООН в Суэце для возможности политического урегулирования ситуации. Франция и Великобритания отвергли эту идею, поэтому Канада обратилась с призывом к Соединённым Штатам Америки. После нескольких дней напряженных переговоров Организация Объединённых Наций приняла предложение Канады, и нейтральные силы, не включающие войска НАТО и Организации Варшавского договора. С согласия президента Египта Абделя Насера канадские войска тоже приняли участие в миротворческой миссии, несмотря на членство в НАТО. Суэцкий кризис также способствовал принятию нового канадского национального флага без отсылки на колониальное прошлое этой страны. Визит Шарля де Голля во франкоязычный Квебек в 1967 году проходил под сильным влиянием напряженности, возникшей во время Суэцкого кризиса.

### Выступление Шарля де Голля в 1967 году
В июле 1967 года во время официального государственного визита в Канаду президент Франции Шарль де Голль заявил перед собравшимися 100 000 человек в Монреале: «Vive le Québec Libre!». Такое провокационное заявление со стороны известного государственного деятеля Франции, которое произошло в столетие создания Канадской конфедерации и оказало широкое влияние не только на канадско-французские отношения, но и на отношения между Квебеком и остальной частью Канады, во многом спровоцировав Тихую революцию.
Шарль де Голль предлагал «австро-венгерское решение» для Канады (двуединая монархия Австрии и Венгрией с 1867 по 1918 год). Вмешательство Франции во внутреннюю политику Канады оставалось в основном в сфере дипломатической риторики. Когда премьер-министр Квебека Жан Лесаж решил покончить с изоляционизмом и найти для провинции новую роль в Канаде и во франкоязычном мире, то Шарль де Голль стремился помочь ему в этом начинании.

### Генеральное соглашение
Квебек стал постепенно отдаляться от Канады и стараться наладить отношения с другими странами. После возвращения Шарля де Голля к власти во Франции, он наладил с Квебеком регулярный обмен министрами и правительственными чиновниками. Премьер-министр Квебека Жан Лесаж трижды прибывал во Францию для встречи с Шарлем де Голлем в период с 1961 по 1965 год. Заявление Жана Лесажа в Национальном собрании Квебека о том, что франкоканадской идентичности, культуре и языку угрожает культурное влияние из США, схоже с политикой Шарля де Голля в те годы. В начале 1960-х годов Франция и Квебек проводили переговоры о подписании соглашений в области образования, культуры, технического сотрудничества и молодёжного обмена. Премьер-министр Канады Лестер Пирсон создавший Королевскую комиссию по билингвизму и бикультурализму и предпринимал другие шаги для развития французского языка в пределах Канады, а в 1965 году было подписано Генеральное соглашение с Францией, которое позволило провинциям сотрудничать напрямую с этой страной, но только в областях своей юрисдикции (например, в сфере образования). Значительный контингент сторонников суверенитета Квебека во французском правительстве и на высших уровнях французских иностранных и государственных служб (главным образом, но не исключительно, голлистов), стали известны как «квебекская мафия» в канадской дипломатической службе и прессе.

### Квебекско-французские отношения
Вскоре после выступления Шарля де Голля в Монреале в 1967 году генеральное консульство Франции в Квебеке, которое многие уже рассматривали как посольство де-факто, было расширено, была введена должность генерального консула к правительству Квебека. В то же время поток французских чиновников в Квебек увеличился и без посещения Оттавы, что повлекло за собой обращения Канады к Франции о нарушениях дипломатического протокола. Многие из этих французских чиновников, в частности госсекретарь Франции по иностранным делам Жан де Липковски, сильно разозлили канадское правительство, когда начали открыто поддерживать независимость Квебека от Канады.

### Франкофония
Одна из проблем, которая вызвала напряженность в отношениях между Францией и Канадой, возникла вскоре после создания Франкофонии, международной организации полностью и частично франкоязычных стран, созданной по образцу Содружества наций. Хотя Канада в принципе согласилась с созданием этой организации, она была встревожена позицией Франции, согласно которой Квебек должен участвовать в качестве равного независимого члена, а правительство Канады и другие провинции со значительным присутствием французских меньшинствам не были приглашены. Это было воспринято многими франкоканадцами за пределами Квебека как предательство, а также как поддержка Францией квебекского сепаратизма. Бытовало мнение, что Франкофония была создана для того, чтобы содействовать международному признанию Квебека, хотя целью создания декларировалось содействие международному сотрудничеству между всеми франкоязычными странами, включая многие новые независимые бывшие французские колонии в Африке.
Зимой 1968 года Габон под давлением Франции пригласил Квебек на саммит Франкофонии в Либревиле, а не Канаду с другими провинциями. Несмотря на протесты со стороны правительства Канады, делегация Квебека присутствовала присутствовала на саммите. В отместку премьер-министр Канады Лестер Пирсон официально разорвал дипломатические отношения с Габоном. Министр юстиции Канады Пьер Трюдо обвинил Францию в использовании стран, которые недавно стали независимыми, в своих собственных интересах и пригрозил разорвать дипломатические отношения с Францией. В 1969 году Демократическая Республика Конго направила приглашение для участия в саммите Франкофонии только правительству Канады, которое обратилось к своим провинциями Квебек, Нью-Брансуик, Онтарио и Манитоба об организации единой делегации. Квебек, встревоженный отсутствием персонального приглашения, обратился к Франции, которое надавило на правительство ДР Конго и те направили отдельное приглашение для делегации Квебека. Несмотря на это второе приглашение, Канада и провинции уже достигли соглашения о едином участии в саммите. В 1969 году в Нигере состоялся очередной саммит Франкофонии. Нигер направил приглашение правительству Канады, но Франция вновь оказала давление на правительство африканской страны, чтобы только Квебек получил приглашения. Однако, Нигер незадолго то саммита получил солидную финансовую и продовольственную помощь от Канады и отказался портить отношения с этой страной, уточнив, что если Канада откажется от приглашения, то только тогда Нигер отправит Квебеку персональное приглашение.

### Нормализация отношений
В 1969 году президент Франции Шарль де Голль ушел в отставку, а в 1970 году в Квебеке на выборах победили либералы под руководством Робера Бурассы, что дало толчок к нормализации отношений между Францией и Канадой. Однако ультраголлисты и оставшиеся члены «квебекской мафии» по-прежнему время от времени портят отношения с Канадой: например в 1997 году французское почтовое отделение выпустило марку в честь визита Шарля де Голля в Монреаль в 1967 году, но такого уровня враждебности как в конце 1960-х годов им не удалось достичь. Голлистская политика «дуализма» в отношении Канады, которая требовала четких и раздельных отношений между Францией и Канадой, Францией и Квебеком, была заменена на политику невмешательства во внутренние дела Канады. Французское правительство продолжает поддерживать культурные и дипломатические связи с Квебеком, но стало относиться к правительству Канады с большим уважением. В 2012 году президент Франции Франсуа Олланд заявил, что нейтралитет Франции гарантирует продолжение поддержки Квебека.

### Граница Канады с Сен-Пьером и Микелоном
Морская граница между французскими островами Сен-Пьер и Микелон (у берегов Ньюфаундленда) и Канадой долгое время была предметом раздора между двумя странами. Поскольку каждая страна расширила свои заявленные территориальные претензии во второй половине XX века, сначала до 12 морских миль (22 км), а затем до 200 морских миль (370 км), то возникла необходимость согласовать морскую границу. В то время как страны согласились на мораторий на подводное бурение в 1967 году, рост спекуляций о существовании крупных нефтяных месторождений в сочетании с необходимостью диверсифицировать экономику после регионального рыбохозяйственного промысла трески вызвал новый раунд переговоров. В 1989 году Канада и Франция направили документы о проведении границы в международный арбитражный суд ООН. В 1992 году суд присудил Франции исключительную экономическую зону, окружающую территорию вокруг острова, однако площадь была значительно меньшей, чем хотело французское правительство. В 1994 году было достигнуто соглашения с Канадой о совместном управлении территории.

### 2000-е годы
В 2007 и 2008 годах президент Франции Николя Саркози, премьер-министр Канады Стивен Харпер и премьер-министр Квебека Жан Шаре высказались за подписание соглашения о свободной торговле между Канадой и Европейским союзом. В октябре 2008 года Николя Саркози стал первым президентом Франции, выступившим в Национальном собрании Квебека. В своем выступлении он высказался против квебекского сепаратизма и призвал эту провинцию оставаться частью Канады. Николя Саркози сказал, что для Франции Канада была другом, а Квебек — семьёй.

## Торговля
Товарооборот между Канадой и Францией относительно на невысоком уровне по сравнению с их торговлей с непосредственными континентальными соседями. В 2010 году Франция была 11-м крупнейшим экспортным партнёром Канады в мире и четвёртым по величине в Европе.
Кроме того, Канада и Франция важны друг для друга в качестве выхода на соответствующие континентальные рынки (Североамериканскую зону свободной торговле (НАФТА) и Европейский союз). Авиарейс Монреаль-Париж является одним из самых популярных между Европой и неевропейским пунктом назначения. Хотя Канада и Франция часто оказываются на противоположных сторонах таких торговых споров, как свободная торговля сельскохозяйственной продукцией и продажа генетически модифицированных продуктов питания, они тесно сотрудничают по таким вопросам, как изоляция индустрии культуры от соглашений о свободной торговле.
В 2006 году Франция заняла седьмое место среди экспортных партнёров Канады (0,7 %) и девятое место по поставке товаров в Канаду (1,3 %).

## Культурные связи
Граждане Франции находятся на 5-м месте по общему количеству обучающихся иностранных студентов в Канаде (1-е место среди стран Европы). Согласно данным ЮНЕСКО за 2003—2004 годы: Франция занимает 4-е место по обучению канадских студентов и самой популярной страной, где английский язык не является официальным. Для французских аспирантов Канада является 5-м по популярности направлением и занимает 2-е место вне Европы.
Встречается мнение, что после 1800 года франкоговорящая интеллигенция в Канаде считала, что Квебек был брошен Францией. К 1970-м, однако, это мнение было пересмотрено в связи с изменением политики Франции по отношению к Квебеку. В 1976 году была образована Ассоциация Francaise d’Etudes Canadiennes для облегчения научного общения между странами.

## Дипломатические представительства
- Канада имеет посольство в Париже[18], а Квебек имеет парадипломатическую миссию Квебекские государственные представительства в Париже[19].
- Франция содержит посольство в Оттаве и генеральные консульства в Монктоне, Монреале, Квебеке, Торонто и Ванкувере[20].